# Maynor Figueroa
Maynor Alexis Figueroa Róchez (Jutiapa, 2 maggio 1983) è un ex calciatore honduregno, di ruolo difensore.
Detiene il record di presenze (181) con la nazionale honduregna.

## Biografia
Suo figlio Keylor e suo nipote Josimar sono entrambi a loro volta calciatori professionisti.

## Caratteristiche tecniche
Roccioso centrale difensivo, in grado di agire da terzino sinistro.

## Carriera

### Club
Muove i suoi primi passi nel Victoria, con cui esordisce in prima squadra a 16 anni. Nel 2003 si trasferisce all'Olimpia, con cui vince tre titoli nazionali. Il 17 gennaio 2008 passa in prestito per sei mesi al Wigan. Esordisce in Premier League il 5 aprile contro il Birmingham City, subentrando nei minuti di recupero al posto di Josip Skoko.
Il 23 dicembre 2008 si lega ai Latics per mezzo di un contratto valido fino al 2012. Il 12 dicembre 2009 mette a segno un gol dalla propria metà campo contro lo Stoke City. Il 17 giugno 2013 passa a parametro zero all'Hull City.
Il 7 agosto 2015 lascia l'Inghilterra, firmando con il Colorado Rapids, in MLS. Il 26 gennaio 2016 viene tesserato dal FC Dallas. Nel 2018 - complice la presenza in rosa di Anton Nedyalkov e Marquinhos Pedroso come alternative lungo la fascia sinistra - viene relegato ad un ruolo da comprimario. Il 30 gennaio 2019 passa a parametro zero all'Houston Dynamo.

### Nazionale
Esordisce in nazionale il 31 gennaio 2003 contro l'Argentina in amichevole, subentrando al 30' al posto di Héctor Gutiérrez. Con la selezione honduregna ha preso parte a due edizioni dei Mondiali, nel 2010 e nel 2014.
In seguito al ritiro di Noel Valladares viene nominato capitano della nazionale honduregna. Il 7 luglio 2017 diventa - con 139 apparizioni - il giocatore con più presenze in nazionale, superando il precedente primato di Amado Guevara.

## Vita privata
Figueroa è sposato con Sandra Norales, una giocatrice di pallamano che rappresenta l'Honduras in questo sport. Insieme hanno due figli e una figlia. Uno dei loro figli, Keyrol, gioca come attaccante nell'Accademia del Liverpool.
Figueroa è di origine Garifuna. È amico stretto del compagno di squadra honduregno e ex compagno di squadra al Dynamo, Boniek García. Nel 2020 Figueroa ha ottenuto la sua green card degli Stati Uniti, che lo qualifica come giocatore domestico per gli scopi della rosa MLS.

## Statistiche

### Presenze e reti nei club
Statistiche aggiornate al 21 ottobre 2021.
| Stagione              | Squadra               | Campionato            | Campionato | Campionato | Coppe nazionali | Coppe nazionali | Coppe nazionali | Coppe continentali | Coppe continentali | Coppe continentali | Altre coppe | Altre coppe | Altre coppe | Totale | Totale |
| Stagione              | Squadra               | Comp                  | Pres       | Reti       | Comp            | Pres            | Reti            | Comp               | Pres               | Reti               | Comp        | Pres        | Reti        | Pres   | Reti   |
| --------------------- | --------------------- | --------------------- | ---------- | ---------- | --------------- | --------------- | --------------- | ------------------ | ------------------ | ------------------ | ----------- | ----------- | ----------- | ------ | ------ |
| gen.-giu. 2008        | Wigan                 | PL                    | 2          | 0          | FACup+CdL       | -               | -               | -                  | -                  | -                  | -           | -           | -           | 2      | 0      |
| 2008-2009             | Wigan                 | PL                    | 38         | 1          | FACup+CdL       | 1+2             | 0               | -                  | -                  | -                  | -           | -           | -           | 41     | 1      |
| 2009-2010             | Wigan                 | PL                    | 35         | 1          | FACup+CdL       | 3+0             | 0               | -                  | -                  | -                  | -           | -           | -           | 38     | 1      |
| 2010-2011             | Wigan                 | PL                    | 33         | 1          | FACup+CdL       | 2+4             | 0               | -                  | -                  | -                  | -           | -           | -           | 39     | 1      |
| 2011-2012             | Wigan                 | PL                    | 38         | 0          | FACup+CdL       | 0+1             | 0               | -                  | -                  | -                  | -           | -           | -           | 39     | 0      |
| 2012-2013             | Wigan                 | PL                    | 33         | 1          | FACup+CdL       | 6+2             | 1+1             | -                  | -                  | -                  | -           | -           | -           | 41     | 3      |
| 2013-2014             | Hull City             | PL                    | 32         | 0          | FACup+CdL       | 6+0             | 0               | -                  | -                  | -                  | -           | -           | -           | 38     | 0      |
| ago. 2014             | Hull City             | PL                    | 0          | 0          | FACup+CdL       | 0+1             | 0               | UEL                | 2                  | 0                  | -           | -           | -           | 3      | 0      |
| 2014-gen. 2015        | Wigan                 | FLC                   | 6          | 0          | FACup+CdL       | 0               | 0               | -                  | -                  | -                  | -           | -           | -           | 6      | 0      |
| Totale Wigan          | Totale Wigan          | Totale Wigan          | 185        | 4          |                 | 21              | 2               |                    | -                  | -                  |             | -           | -           | 206    | 6      |
| gen.-giu. 2015        | Hull City             | PL                    | 3          | 0          | FACup+CdL       | 1+0             | 0               | UEL                | -                  | -                  | -           | -           | -           | 4      | 0      |
| Totale Hull City      | Totale Hull City      | Totale Hull City      | 35         | 0          |                 | 8               | 0               |                    | 2                  | 0                  |             | -           | -           | 45     | 0      |
| 2015                  | Colorado Rapids       | MLS                   | 10         | 1          | USOC            | 0               | 0               | -                  | -                  | -                  | -           | -           | -           | 10     | 1      |
| 2016                  | FC Dallas             | MLS                   | 28+2       | 0          | USOC            | 3               | 0               | -                  | -                  | -                  | -           | -           | -           | 33     | 0      |
| 2017                  | FC Dallas             | MLS                   | 26         | 3          | USOC            | 1               | 0               | CCL                | 6                  | 1                  | -           | -           | -           | 33     | 4      |
| 2018                  | FC Dallas             | MLS                   | 16+1       | 1          | USOC            | 2               | 0               | CCL                | 2                  | 0                  | -           | -           | -           | 21     | 1      |
| Totale Dallas         | Totale Dallas         | Totale Dallas         | 70+3       | 4          |                 | 6               | 0               |                    | 8                  | 1                  |             | -           | -           | 87     | 5      |
| 2019                  | Houston Dynamo        | MLS                   | 25         | 0          | USOC            | 0               | 0               | CCL                | 4                  | 0                  | -           | -           | -           | 29     | 0      |
| 2020                  | Houston Dynamo        | MLS                   | 17         | 2          | -               | -               | -               | -                  | -                  | -                  | MLS-BT      | 3           | 0           | 20     | 2      |
| 2021                  | Houston Dynamo        | MLS                   | 14         | 0          | -               | -               | -               | -                  | -                  | -                  | -           | -           | -           | 14     | 0      |
| Totale Houston Dynamo | Totale Houston Dynamo | Totale Houston Dynamo | 56         | 2          |                 | 0               | 0               |                    | 4                  | 0                  |             | 3           | 0           | 63     | 2      |
| Totale carriera       | Totale carriera       | Totale carriera       | 359        | 11         |                 | 35              | 2               |                    | 14                 | 1                  |             | 3           | 0           | 411    | 14     |

### Cronologia presenze e reti in nazionale
| Cronologia completa delle presenze e delle reti in nazionale ― Honduras | Cronologia completa delle presenze e delle reti in nazionale ― Honduras | Cronologia completa delle presenze e delle reti in nazionale ― Honduras | Cronologia completa delle presenze e delle reti in nazionale ― Honduras | Cronologia completa delle presenze e delle reti in nazionale ― Honduras | Cronologia completa delle presenze e delle reti in nazionale ― Honduras | Cronologia completa delle presenze e delle reti in nazionale ― Honduras | Cronologia completa delle presenze e delle reti in nazionale ― Honduras |
| Data                                                                    | Città                                                                   | In casa                                                                 | Risultato                                                               | Ospiti                                                                  | Competizione                                                            | Reti                                                                    | Note                                                                    |
| ----------------------------------------------------------------------- | ----------------------------------------------------------------------- | ----------------------------------------------------------------------- | ----------------------------------------------------------------------- | ----------------------------------------------------------------------- | ----------------------------------------------------------------------- | ----------------------------------------------------------------------- | ----------------------------------------------------------------------- |
| 31-1-2003                                                               | San Pedro Sula                                                          | Honduras                                                                | 1 – 3                                                                   | Argentina                                                               | Amichevole                                                              | -                                                                       | 30’ 46’                                                                 |
| 15-2-2003                                                               | Colón                                                                   | Honduras                                                                | 0 – 1                                                                   | El Salvador                                                             | Coppa delle nazioni UNCAF 2003 - 1º turno                               | -                                                                       | 67’                                                                     |
| 18-2-2003                                                               | Panama                                                                  | Panama                                                                  | 1 – 1                                                                   | Honduras                                                                | Coppa delle nazioni UNCAF 2003 - 1º turno                               | -                                                                       | 70’                                                                     |
| 10-3-2004                                                               | Maracaibo                                                               | Venezuela                                                               | 2 – 1                                                                   | Honduras                                                                | Amichevole                                                              | -                                                                       | 75’                                                                     |
| 31-3-2004                                                               | Kingston                                                                | Giamaica                                                                | 2 – 2                                                                   | Honduras                                                                | Amichevole                                                              | -                                                                       |                                                                         |
| 7-4-2004                                                                | La Ceiba                                                                | Honduras                                                                | 0 – 0                                                                   | Panama                                                                  | Amichevole                                                              | -                                                                       |                                                                         |
| 20-4-2004                                                               | Fort Lauderdale                                                         | Honduras                                                                | 1 – 1                                                                   | Ecuador                                                                 | Amichevole                                                              | -                                                                       |                                                                         |
| 2-6-2004                                                                | San Francisco                                                           | Stati Uniti                                                             | 4 – 0                                                                   | Honduras                                                                | Amichevole                                                              | -                                                                       |                                                                         |
| 12-6-2004                                                               | Willemstad                                                              | Antille Olandesi                                                        | 1 – 2                                                                   | Honduras                                                                | Qual. Mondiali 2006                                                     | -                                                                       |                                                                         |
| 19-6-2004                                                               | San Pedro Sula                                                          | Honduras                                                                | 4 – 0                                                                   | Antille Olandesi                                                        | Qual. Mondiali 2006                                                     | -                                                                       |                                                                         |
| 28-7-2004                                                               | Tegucigalpa                                                             | Honduras                                                                | 0 – 0                                                                   | Panama                                                                  | Amichevole                                                              | -                                                                       |                                                                         |
| 3-8-2004                                                                | San Salvador                                                            | El Salvador                                                             | 0 – 4                                                                   | Honduras                                                                | Amichevole                                                              | -                                                                       |                                                                         |
| 18-8-2004                                                               | Alajuela                                                                | Costa Rica                                                              | 2 – 5                                                                   | Honduras                                                                | Qual. Mondiali 2006                                                     | -                                                                       |                                                                         |
| 4-9-2004                                                                | Edmonton                                                                | Canada                                                                  | 1 – 1                                                                   | Honduras                                                                | Qual. Mondiali 2006                                                     | -                                                                       |                                                                         |
| 8-9-2004                                                                | San Pedro Sula                                                          | Honduras                                                                | 2 – 2                                                                   | Guatemala                                                               | Qual. Mondiali 2006                                                     | -                                                                       |                                                                         |
| 17-11-2004                                                              | San Pedro Sula                                                          | Honduras                                                                | 0 – 0                                                                   | Costa Rica                                                              | Qual. Mondiali 2006                                                     | -                                                                       |                                                                         |
| 19-3-2005                                                               | Albuquerque                                                             | Stati Uniti                                                             | 1 – 0                                                                   | Honduras                                                                | Amichevole                                                              | -                                                                       | 90+2’                                                                   |
| 4-6-2005                                                                | Atlanta                                                                 | Giamaica                                                                | 0 – 0                                                                   | Honduras                                                                | Amichevole                                                              | -                                                                       |                                                                         |
| 2-7-2005                                                                | Atlanta                                                                 | Canada                                                                  | 1 – 2                                                                   | Honduras                                                                | Amichevole                                                              | -                                                                       |                                                                         |
| 6-7-2005                                                                | Miami                                                                   | Honduras                                                                | 1 – 1                                                                   | Trinidad e Tobago                                                       | Gold Cup 2005 - 1º turno                                                | 1                                                                       |                                                                         |
| 10-7-2005                                                               | Miami                                                                   | Honduras                                                                | 2 – 1                                                                   | Colombia                                                                | Gold Cup 2005 - 1º turno                                                | -                                                                       | 60’                                                                     |
| 12-7-2005                                                               | Miami                                                                   | Panama                                                                  | 0 – 1                                                                   | Honduras                                                                | Gold Cup 2005 - 1º turno                                                | -                                                                       |                                                                         |
| 16-7-2005                                                               | Foxborough                                                              | Honduras                                                                | 3 – 2                                                                   | Costa Rica                                                              | Gold Cup 2005 - Quarti di finale                                        | -                                                                       |                                                                         |
| 21-7-2005                                                               | East Rutherford                                                         | Honduras                                                                | 1 – 2                                                                   | Stati Uniti                                                             | Gold Cup 2005 - Semifinale                                              | -                                                                       |                                                                         |
| 7-9-2005                                                                | Rifu                                                                    | Giappone                                                                | 5 – 4                                                                   | Honduras                                                                | Amichevole                                                              | -                                                                       |                                                                         |
| 25-1-2006                                                               | Guayaquil                                                               | Ecuador                                                                 | 1 – 0                                                                   | Honduras                                                                | Amichevole                                                              | -                                                                       |                                                                         |
| 6-9-2006                                                                | Tegucigalpa                                                             | Honduras                                                                | 2 – 0                                                                   | El Salvador                                                             | Amichevole                                                              | -                                                                       |                                                                         |
| 7-10-2006                                                               | Fort Lauderdale                                                         | Guatemala                                                               | 2 – 3                                                                   | Honduras                                                                | Amichevole                                                              | -                                                                       |                                                                         |
| 10-10-2006                                                              | Atlanta                                                                 | Honduras                                                                | 2 – 1                                                                   | Guatemala                                                               | Amichevole                                                              | 1                                                                       |                                                                         |
| 9-2-2007                                                                | San Salvador                                                            | Costa Rica                                                              | 3 – 1                                                                   | Honduras                                                                | Coppa delle nazioni UNCAF 2007 - 1º turno                               | -                                                                       |                                                                         |
| 11-2-2007                                                               | San Salvador                                                            | Honduras                                                                | 1 – 1                                                                   | Panama                                                                  | Coppa delle nazioni UNCAF 2007 - 1º turno                               | -                                                                       |                                                                         |
| 15-2-2007                                                               | San Salvador                                                            | Nicaragua                                                               | 1 – 9                                                                   | Honduras                                                                | Coppa delle nazioni UNCAF 2007 - Spareggio                              | -                                                                       |                                                                         |
| 24-3-2007                                                               | Fort Lauderdale                                                         | Honduras                                                                | 2 – 0                                                                   | El Salvador                                                             | Amichevole                                                              | -                                                                       |                                                                         |
| 27-3-2007                                                               | Cary                                                                    | Honduras                                                                | 2 – 0                                                                   | El Salvador                                                             | Amichevole                                                              | -                                                                       |                                                                         |
| 19-4-2007                                                               | La Ceiba                                                                | Honduras                                                                | 1 – 3                                                                   | Haiti                                                                   | Amichevole                                                              | -                                                                       |                                                                         |
| 25-5-2007                                                               | Mérida                                                                  | Venezuela                                                               | 2 – 1                                                                   | Honduras                                                                | Amichevole                                                              | -                                                                       | 37’, 58’                                                                |
| 8-6-2007                                                                | New York                                                                | Panama                                                                  | 3 – 2                                                                   | Honduras                                                                | Gold Cup 2007 - 1º turno                                                | -                                                                       |                                                                         |
| 10-6-2007                                                               | New York                                                                | Honduras                                                                | 2 – 1                                                                   | Messico                                                                 | Gold Cup 2007 - 1º turno                                                | -                                                                       |                                                                         |
| 14-6-2007                                                               | Houston                                                                 | Cuba                                                                    | 0 – 5                                                                   | Honduras                                                                | Gold Cup 2007 - 1º turno                                                | -                                                                       |                                                                         |
| 18-6-2007                                                               | Houston                                                                 | Honduras                                                                | 1 – 2                                                                   | Guadalupa                                                               | Gold Cup 2007 - Quarti di finale                                        | -                                                                       |                                                                         |
| 22-8-2007                                                               | San Salvador                                                            | El Salvador                                                             | 2 – 0                                                                   | Honduras                                                                | Amichevole                                                              | -                                                                       |                                                                         |
| 9-9-2007                                                                | Hartford                                                                | Costa Rica                                                              | 0 – 0                                                                   | Honduras                                                                | Amichevole                                                              | -                                                                       |                                                                         |
| 12-9-2007                                                               | San Pedro Sula                                                          | Honduras                                                                | 2 – 1                                                                   | Ecuador                                                                 | Amichevole                                                              | -                                                                       |                                                                         |
| 4-10-2007                                                               | Tegucigalpa                                                             | Honduras                                                                | 1 – 0                                                                   | Panama                                                                  | Amichevole                                                              | -                                                                       |                                                                         |
| 17-11-2007                                                              | Miami                                                                   | Guatemala                                                               | 0 – 1                                                                   | Honduras                                                                | Amichevole                                                              | -                                                                       |                                                                         |
| 6-2-2008                                                                | San Pedro Sula                                                          | Honduras                                                                | 2 – 0                                                                   | Paraguay                                                                | Amichevole                                                              | -                                                                       |                                                                         |
| 26-3-2008                                                               | Fort Lauderdale                                                         | Colombia                                                                | 1 – 2                                                                   | Honduras                                                                | Amichevole                                                              | -                                                                       | 77’                                                                     |
| 22-5-2008                                                               | San Pedro Sula                                                          | Honduras                                                                | 2 – 0                                                                   | Belize                                                                  | Amichevole                                                              | -                                                                       |                                                                         |
| 30-5-2008                                                               | Fort Lauderdale                                                         | Honduras                                                                | 1 – 1                                                                   | Venezuela                                                               | Amichevole                                                              | -                                                                       |                                                                         |
| 4-6-2008                                                                | San Pedro Sula                                                          | Honduras                                                                | 4 – 0                                                                   | Porto Rico                                                              | Qual. Mondiali 2010                                                     | -                                                                       |                                                                         |
| 7-6-2008                                                                | La Ceiba                                                                | Honduras                                                                | 3 – 1                                                                   | Haiti                                                                   | Amichevole                                                              | -                                                                       |                                                                         |
| 14-6-2008                                                               | Bayamón                                                                 | Porto Rico                                                              | 2 – 2                                                                   | Honduras                                                                | Qual. Mondiali 2010                                                     | -                                                                       | 72’                                                                     |
| 20-8-2008                                                               | Città del Messico                                                       | Messico                                                                 | 2 – 1                                                                   | Honduras                                                                | Qual. Mondiali 2010                                                     | -                                                                       | 13’, 76’                                                                |
| 10-9-2008                                                               | San Pedro Sula                                                          | Honduras                                                                | 2 – 0                                                                   | Giamaica                                                                | Qual. Mondiali 2010                                                     | -                                                                       |                                                                         |
| 11-10-2008                                                              | San Pedro Sula                                                          | Honduras                                                                | 3 – 1                                                                   | Canada                                                                  | Qual. Mondiali 2010                                                     | -                                                                       |                                                                         |
| 15-10-2008                                                              | Kingston                                                                | Giamaica                                                                | 1 – 0                                                                   | Honduras                                                                | Qual. Mondiali 2010                                                     | -                                                                       | 66’                                                                     |
| 19-11-2008                                                              | San Pedro Sula                                                          | Honduras                                                                | 1 – 0                                                                   | Messico                                                                 | Qual. Mondiali 2010                                                     | -                                                                       |                                                                         |
| 11-2-2009                                                               | San José                                                                | Costa Rica                                                              | 2 – 0                                                                   | Honduras                                                                | Qual. Mondiali 2010                                                     | -                                                                       |                                                                         |
| 28-3-2009                                                               | Port of Spain                                                           | Trinidad e Tobago                                                       | 1 – 1                                                                   | Stati Uniti                                                             | Qual. Mondiali 2010                                                     | -                                                                       |                                                                         |
| 1-4-2009                                                                | San Pedro Sula                                                          | Honduras                                                                | 3 – 1                                                                   | Messico                                                                 | Qual. Mondiali 2010                                                     | -                                                                       |                                                                         |
| 6-6-2009                                                                | Chicago                                                                 | Stati Uniti                                                             | 2 – 1                                                                   | Honduras                                                                | Qual. Mondiali 2010                                                     | -                                                                       |                                                                         |
| 10-6-2009                                                               | San Pedro Sula                                                          | Honduras                                                                | 1 – 0                                                                   | El Salvador                                                             | Qual. Mondiali 2010                                                     | -                                                                       |                                                                         |
| 12-8-2009                                                               | San Pedro Sula                                                          | Honduras                                                                | 4 – 0                                                                   | Costa Rica                                                              | Qual. Mondiali 2010                                                     | -                                                                       |                                                                         |
| 5-9-2009                                                                | San Pedro Sula                                                          | Honduras                                                                | 4 – 1                                                                   | Trinidad e Tobago                                                       | Qual. Mondiali 2010                                                     | -                                                                       |                                                                         |
| 9-9-2009                                                                | Città del Messico                                                       | Messico                                                                 | 1 – 0                                                                   | Honduras                                                                | Qual. Mondiali 2010                                                     | -                                                                       |                                                                         |
| 10-10-2009                                                              | San Pedro Sula                                                          | Honduras                                                                | 2 – 3                                                                   | Stati Uniti                                                             | Qual. Mondiali 2010                                                     | -                                                                       | 73’                                                                     |
| 3-3-2010                                                                | Istanbul                                                                | Turchia                                                                 | 2 – 0                                                                   | Honduras                                                                | Amichevole                                                              | -                                                                       |                                                                         |
| 27-5-2010                                                               | Villaco                                                                 | Bielorussia                                                             | 2 – 2                                                                   | Honduras                                                                | Amichevole                                                              | -                                                                       | 77’                                                                     |
| 2-6-2010                                                                | Zell am See                                                             | Azerbaigian                                                             | 0 – 0                                                                   | Honduras                                                                | Amichevole                                                              | -                                                                       | 13’ 46’                                                                 |
| 5-6-2010                                                                | Sankt Veit an der Glan                                                  | Romania                                                                 | 3 – 0                                                                   | Honduras                                                                | Amichevole                                                              | -                                                                       |                                                                         |
| 16-6-2010                                                               | Nelspruit                                                               | Honduras                                                                | 0 – 1                                                                   | Cile                                                                    | Mondiali 2010 - 1º turno                                                | -                                                                       |                                                                         |
| 21-6-2010                                                               | Johannesburg                                                            | Spagna                                                                  | 2 – 0                                                                   | Honduras                                                                | Mondiali 2010 - 1º turno                                                | -                                                                       |                                                                         |
| 25-6-2010                                                               | Bloemfontein                                                            | Svizzera                                                                | 0 – 0                                                                   | Honduras                                                                | Mondiali 2010 - 1º turno                                                | -                                                                       |                                                                         |
| 4-9-2010                                                                | Los Angeles                                                             | Honduras                                                                | 2 – 2                                                                   | El Salvador                                                             | Amichevole                                                              | -                                                                       |                                                                         |
| 7-9-2010                                                                | Montrèal                                                                | Canada                                                                  | 2 – 1                                                                   | Honduras                                                                | Amichevole                                                              | -                                                                       |                                                                         |
| 9-2-2011                                                                | La Ceiba                                                                | Honduras                                                                | 1 – 1 (4 – 5 dtr)                                                       | Ecuador                                                                 | Amichevole                                                              | -                                                                       |                                                                         |
| 25-3-2011                                                               | Seul                                                                    | Corea del Sud                                                           | 4 – 0                                                                   | Honduras                                                                | Amichevole                                                              | -                                                                       |                                                                         |
| 29-3-2011                                                               | Wuhan                                                                   | Cina                                                                    | 3 – 0                                                                   | Honduras                                                                | Amichevole                                                              | -                                                                       |                                                                         |
| 11-8-2011                                                               | Fort Lauderdale                                                         | Honduras                                                                | 2 – 0                                                                   | Venezuela                                                               | Amichevole                                                              | -                                                                       |                                                                         |
| 4-9-2011                                                                | Harrison                                                                | Honduras                                                                | 0 – 2                                                                   | Colombia                                                                | Amichevole                                                              | -                                                                       |                                                                         |
| 6-9-2011                                                                | San Pedro Sula                                                          | Honduras                                                                | 0 – 3                                                                   | Paraguay                                                                | Amichevole                                                              | -                                                                       |                                                                         |
| 8-10-2011                                                               | Miami Gardens                                                           | Stati Uniti                                                             | 1 – 0                                                                   | Honduras                                                                | Amichevole                                                              | -                                                                       |                                                                         |
| 11-10-2011                                                              | La Ceiba                                                                | Honduras                                                                | 2 – 1                                                                   | Giamaica                                                                | Amichevole                                                              | -                                                                       |                                                                         |
| 14-11-2011                                                              | San Pedro Sula                                                          | Honduras                                                                | 2 – 0                                                                   | Serbia                                                                  | Amichevole                                                              | -                                                                       |                                                                         |
| 29-2-2012                                                               | Guayaquil                                                               | Ecuador                                                                 | 2 – 0                                                                   | Honduras                                                                | Amichevole                                                              | -                                                                       | 38’                                                                     |
| 2-6-2012                                                                | Washington                                                              | El Salvador                                                             | 0 – 3                                                                   | Honduras                                                                | Amichevole                                                              | -                                                                       |                                                                         |
| 8-6-2012                                                                | San Pedro Sula                                                          | Honduras                                                                | 0 – 2                                                                   | Panama                                                                  | Qual. Mondiali 2014                                                     | -                                                                       |                                                                         |
| 12-6-2012                                                               | Toronto                                                                 | Canada                                                                  | 0 – 0                                                                   | Honduras                                                                | Qual. Mondiali 2014                                                     | -                                                                       |                                                                         |
| 7-9-2012                                                                | L'Avana                                                                 | Cuba                                                                    | 0 – 3                                                                   | Honduras                                                                | Qual. Mondiali 2014                                                     | -                                                                       |                                                                         |
| 11-9-2012                                                               | San Pedro Sula                                                          | Honduras                                                                | 1 – 0                                                                   | Cuba                                                                    | Qual. Mondiali 2014                                                     | -                                                                       |                                                                         |
| 12-10-2012                                                              | Panama                                                                  | Panama                                                                  | 0 – 0                                                                   | Honduras                                                                | Qual. Mondiali 2014                                                     | -                                                                       |                                                                         |
| 16-10-2012                                                              | San Pedro Sula                                                          | Honduras                                                                | 8 – 1                                                                   | Canada                                                                  | Qual. Mondiali 2014                                                     | -                                                                       | Cap.                                                                    |
| 6-2-2013                                                                | San Pedro Sula                                                          | Honduras                                                                | 2 – 1                                                                   | Stati Uniti                                                             | Qual. Mondiali 2014                                                     | -                                                                       |                                                                         |
| 22-3-2013                                                               | San Pedro Sula                                                          | Honduras                                                                | 2 – 2                                                                   | Messico                                                                 | Qual. Mondiali 2014                                                     | -                                                                       |                                                                         |
| 26-3-2013                                                               | Panama                                                                  | Panama                                                                  | 2 – 0                                                                   | Honduras                                                                | Qual. Mondiali 2014                                                     | -                                                                       |                                                                         |
| 7-9-2013                                                                | Città del Messico                                                       | Messico                                                                 | 1 – 2                                                                   | Honduras                                                                | Qual. Mondiali 2014                                                     | -                                                                       |                                                                         |
| 11-9-2013                                                               | Tegucigalpa                                                             | Honduras                                                                | 2 – 2                                                                   | Panama                                                                  | Qual. Mondiali 2014                                                     | -                                                                       |                                                                         |
| 11-10-2013                                                              | San Pedro Sula                                                          | Honduras                                                                | 1 – 0                                                                   | Costa Rica                                                              | Qual. Mondiali 2014                                                     | -                                                                       |                                                                         |
| 16-10-2013                                                              | Kingston                                                                | Giamaica                                                                | 2 – 2                                                                   | Honduras                                                                | Qual. Mondiali 2014                                                     | 1                                                                       |                                                                         |
| 17-11-2013                                                              | Miami                                                                   | Honduras                                                                | 0 – 5                                                                   | Brasile                                                                 | Amichevole                                                              | -                                                                       |                                                                         |
| 20-11-2013                                                              | Houston                                                                 | Honduras                                                                | 2 – 2                                                                   | Ecuador                                                                 | Amichevole                                                              | -                                                                       |                                                                         |
| 6-3-2014                                                                | San Pedro Sula                                                          | Honduras                                                                | 2 – 1                                                                   | Venezuela                                                               | Amichevole                                                              | -                                                                       | 81’                                                                     |
| 29-5-2014                                                               | Washington                                                              | Honduras                                                                | 0 – 2                                                                   | Turchia                                                                 | Amichevole                                                              | -                                                                       |                                                                         |
| 1-6-2014                                                                | Houston                                                                 | Honduras                                                                | 2 – 4                                                                   | Israele                                                                 | Amichevole                                                              | -                                                                       | 46’                                                                     |
| 7-6-2014                                                                | Miami Gardens                                                           | Inghilterra                                                             | 0 – 0                                                                   | Honduras                                                                | Amichevole                                                              | -                                                                       |                                                                         |
| 15-6-2014                                                               | Porto Alegre                                                            | Francia                                                                 | 3 – 0                                                                   | Honduras                                                                | Mondiali 2014 - 1º turno                                                | -                                                                       |                                                                         |
| 20-6-2014                                                               | Curitiba                                                                | Honduras                                                                | 1 – 2                                                                   | Ecuador                                                                 | Mondiali 2014 - 1º turno                                                | -                                                                       |                                                                         |
| 25-6-2014                                                               | Manaus                                                                  | Honduras                                                                | 0 – 3                                                                   | Svizzera                                                                | Mondiali 2014 - 1º turno                                                | -                                                                       |                                                                         |
| 10-10-2014                                                              | Tuxtla Gutiérrez                                                        | Messico                                                                 | 2 – 0                                                                   | Honduras                                                                | Amichevole                                                              | -                                                                       | Cap.                                                                    |
| 15-10-2014                                                              | Boca Raton                                                              | Stati Uniti                                                             | 1 – 1                                                                   | Honduras                                                                | Amichevole                                                              | 1                                                                       | Cap.                                                                    |
| 14-11-2014                                                              | Toyota                                                                  | Giappone                                                                | 6 – 0                                                                   | Honduras                                                                | Amichevole                                                              | -                                                                       | Cap.                                                                    |
| 18-11-2014                                                              | Xi'an                                                                   | Cina                                                                    | 0 – 0                                                                   | Honduras                                                                | Amichevole                                                              | -                                                                       | Cap.                                                                    |
| 25-3-2015                                                               | Remire-Montjoly                                                         | Guyana francese                                                         | 3 – 1                                                                   | Honduras                                                                | Qual. Gold Cup 2015                                                     | -                                                                       |                                                                         |
| 30-3-2015                                                               | San Pedro Sula                                                          | Honduras                                                                | 3 – 0                                                                   | Guyana francese                                                         | Qual. Gold Cup 2015                                                     | -                                                                       | Cap. 89’                                                                |
| 31-5-2015                                                               | Washington                                                              | Honduras                                                                | 2 – 0                                                                   | El Salvador                                                             | Amichevole                                                              | -                                                                       | 40’                                                                     |
| 6-6-2015                                                                | Asunción                                                                | Paraguay                                                                | 2 – 2                                                                   | Honduras                                                                | Amichevole                                                              | -                                                                       | Cap. 51’                                                                |
| 1-7-2015                                                                | Houston                                                                 | Honduras                                                                | 0 – 0                                                                   | Messico                                                                 | Amichevole                                                              | -                                                                       | Cap.                                                                    |
| 8-7-2015                                                                | Frisco                                                                  | Stati Uniti                                                             | 2 – 1                                                                   | Honduras                                                                | Gold Cup 2015 - 1º turno                                                | -                                                                       | Cap.                                                                    |
| 11-7-2015                                                               | Foxborough                                                              | Honduras                                                                | 1 – 1                                                                   | Panama                                                                  | Gold Cup 2015 - 1º turno                                                | -                                                                       | Cap.                                                                    |
| 14-7-2015                                                               | Kansas City                                                             | Haiti                                                                   | 1 – 0                                                                   | Honduras                                                                | Gold Cup 2015 - 1º turno                                                | -                                                                       | Cap.                                                                    |
| 4-9-2015                                                                | Puerto Ordaz                                                            | Venezuela                                                               | 0 – 3                                                                   | Honduras                                                                | Amichevole                                                              | -                                                                       | Cap.                                                                    |
| 8-9-2015                                                                | Quito                                                                   | Ecuador                                                                 | 2 – 0                                                                   | Honduras                                                                | Amichevole                                                              | -                                                                       | 21’                                                                     |
| 8-10-2015                                                               | Tegucigalpa                                                             | Honduras                                                                | 1 – 1                                                                   | Guatemala                                                               | Amichevole                                                              | -                                                                       |                                                                         |
| 13-10-2015                                                              | San Pedro Sula                                                          | Honduras                                                                | 1 – 1                                                                   | Sudafrica                                                               | Amichevole                                                              | -                                                                       | Cap.                                                                    |
| 13-11-2015                                                              | Vancouver                                                               | Canada                                                                  | 1 – 0                                                                   | Honduras                                                                | Qual. Mondiali 2018                                                     | -                                                                       |                                                                         |
| 17-11-2015                                                              | San Pedro Sula                                                          | Honduras                                                                | 0 – 2                                                                   | Messico                                                                 | Qual. Mondiali 2018                                                     | -                                                                       |                                                                         |
| 16-12-2015                                                              | Juticalpa                                                               | Honduras                                                                | 2 – 0                                                                   | Cuba                                                                    | Amichevole                                                              | -                                                                       | Cap.                                                                    |
| 25-3-2016                                                               | San Salvador                                                            | El Salvador                                                             | 2 – 2                                                                   | Honduras                                                                | Qual. Mondiali 2018                                                     | -                                                                       | Cap.                                                                    |
| 29-3-2016                                                               | San Pedro Sula                                                          | Honduras                                                                | 2 – 0                                                                   | El Salvador                                                             | Qual. Mondiali 2018                                                     | -                                                                       | Cap.                                                                    |
| 27-5-2016                                                               | San Juan                                                                | Argentina                                                               | 1 – 0                                                                   | Honduras                                                                | Amichevole                                                              | -                                                                       | Cap.                                                                    |
| 2-9-2016                                                                | San Pedro Sula                                                          | Honduras                                                                | 2 – 1                                                                   | Canada                                                                  | Qual. Mondiali 2018                                                     | -                                                                       | Cap.                                                                    |
| 6-9-2016                                                                | Città del Messico                                                       | Messico                                                                 | 0 – 0                                                                   | Honduras                                                                | Qual. Mondiali 2018                                                     | -                                                                       | Cap.                                                                    |
| 11-11-2016                                                              | San Pedro Sula                                                          | Honduras                                                                | 0 – 1                                                                   | Panama                                                                  | Qual. Mondiali 2018                                                     | -                                                                       | Cap.                                                                    |
| 15-11-2016                                                              | San Pedro Sula                                                          | Honduras                                                                | 3 – 1                                                                   | Trinidad e Tobago                                                       | Qual. Mondiali 2018                                                     | -                                                                       | Cap.                                                                    |
| 24-3-2017                                                               | San José                                                                | Stati Uniti                                                             | 6 – 0                                                                   | Honduras                                                                | Qual. Mondiali 2018                                                     | -                                                                       | Cap.                                                                    |
| 27-3-2017                                                               | San Pedro Sula                                                          | Honduras                                                                | 1 – 1                                                                   | Costa Rica                                                              | Qual. Mondiali 2018                                                     | -                                                                       | Cap. 63’                                                                |
| 8-6-2017                                                                | Città del Messico                                                       | Messico                                                                 | 3 – 0                                                                   | Honduras                                                                | Qual. Mondiali 2018                                                     | -                                                                       | Cap.                                                                    |
| 13-6-2017                                                               | Panama                                                                  | Panama                                                                  | 2 – 2                                                                   | Honduras                                                                | Qual. Mondiali 2018                                                     | -                                                                       | Cap.                                                                    |
| 7-7-2017                                                                | Harrison                                                                | Honduras                                                                | 0 – 1                                                                   | Costa Rica                                                              | Gold Cup 2017 - 1º turno                                                | -                                                                       | Cap.                                                                    |
| 11-7-2017                                                               | Houston                                                                 | Honduras                                                                | 3 – 0                                                                   | Guyana francese                                                         | Gold Cup 2017 - 1º turno                                                | -                                                                       | Cap.                                                                    |
| 14-7-2017                                                               | Frisco                                                                  | Canada                                                                  | 0 – 0                                                                   | Honduras                                                                | Gold Cup 2017 - 1º turno                                                | -                                                                       | Cap.                                                                    |
| 20-7-2017                                                               | Glendale                                                                | Messico                                                                 | 1 – 0                                                                   | Honduras                                                                | Gold Cup 2017 - Quarti di finale                                        | -                                                                       | Cap.                                                                    |
| 1-9-2017                                                                | Couva                                                                   | Trinidad e Tobago                                                       | 1 – 2                                                                   | Honduras                                                                | Qual. Mondiali 2018                                                     | -                                                                       | Cap.                                                                    |
| 5-9-2017                                                                | San Pedro Sula                                                          | Honduras                                                                | 1 – 1                                                                   | Stati Uniti                                                             | Qual. Mondiali 2018                                                     | -                                                                       | Cap.                                                                    |
| 7-10-2017                                                               | San José                                                                | Costa Rica                                                              | 1 – 1                                                                   | Honduras                                                                | Qual. Mondiali 2018                                                     | -                                                                       | Cap. 84’                                                                |
| 10-10-2017                                                              | San Pedro Sula                                                          | Honduras                                                                | 3 – 2                                                                   | Messico                                                                 | Qual. Mondiali 2018                                                     | -                                                                       | Cap.                                                                    |
| 15-11-2017                                                              | Sydney                                                                  | Australia                                                               | 3 – 1                                                                   | Honduras                                                                | Qual. Mondiali 2018                                                     | -                                                                       | 19’                                                                     |
| 11-10-2018                                                              | Barcellona                                                              | Emirati Arabi Uniti                                                     | 1 – 1                                                                   | Honduras                                                                | Amichevole                                                              | -                                                                       | Cap.                                                                    |
| 16-11-2018                                                              | Tegucigalpa                                                             | Honduras                                                                | 1 – 0                                                                   | Panama                                                                  | Amichevole                                                              | -                                                                       | Cap.                                                                    |
| 21-11-2018                                                              | Temuco                                                                  | Cile                                                                    | 4 – 1                                                                   | Honduras                                                                | Amichevole                                                              | -                                                                       | Cap.                                                                    |
| 26-3-2019                                                               | New Jersey                                                              | Honduras                                                                | 0 – 0                                                                   | Ecuador                                                                 | Amichevole                                                              | -                                                                       | Cap.                                                                    |
| 5-6-2019                                                                | Ciudad del Este                                                         | Paraguay                                                                | 1 – 1                                                                   | Honduras                                                                | Amichevole                                                              | 1                                                                       | Cap. 90+1’                                                              |
| 9-6-2019                                                                | Porto Alegre                                                            | Brasile                                                                 | 7 – 0                                                                   | Honduras                                                                | Amichevole                                                              | -                                                                       | Cap.                                                                    |
| 17-6-2019                                                               | Kingston                                                                | Giamaica                                                                | 3 – 2                                                                   | Honduras                                                                | Gold Cup 2019 - 1º turno                                                | -                                                                       | Cap.                                                                    |
| 21-6-2019                                                               | Houston                                                                 | Honduras                                                                | 0 – 1                                                                   | Curaçao                                                                 | Gold Cup 2019 - 1º turno                                                | -                                                                       | Cap.                                                                    |
| 25-6-2019                                                               | Los Angeles                                                             | Honduras                                                                | 4 – 0                                                                   | El Salvador                                                             | Gold Cup 2019 - 1º turno                                                | -                                                                       | Cap.                                                                    |
| 5-9-2019                                                                | Tegucigalpa                                                             | Honduras                                                                | 4 – 0                                                                   | Porto Rico                                                              | Amichevole                                                              | -                                                                       | Cap. 67’                                                                |
| 10-9-2019                                                               | San Pedro Sula                                                          | Honduras                                                                | 2 – 1                                                                   | Cile                                                                    | Amichevole                                                              | -                                                                       | Cap.                                                                    |
| 10-10-2019                                                              | Port of Spain                                                           | Trinidad e Tobago                                                       | 0 – 2                                                                   | Honduras                                                                | CONCACAF Nations League 2019-2020 - 2º turno                            | -                                                                       | Cap. 43’                                                                |
| 14-10-2019                                                              | San Pedro Sula                                                          | Honduras                                                                | 1 – 0                                                                   | Martinica                                                               | CONCACAF Nations League 2019-2020 - 2º turno                            | -                                                                       | Cap.                                                                    |
| 14-11-2019                                                              | Fort-de-France                                                          | Martinica                                                               | 1 – 1                                                                   | Honduras                                                                | CONCACAF Nations League 2019-2020 - 2º turno                            | -                                                                       | Cap.                                                                    |
| 17-11-2019                                                              | San Pedro Sula                                                          | Honduras                                                                | 4 – 0                                                                   | Trinidad e Tobago                                                       | CONCACAF Nations League 2019-2020 - 2º turno                            | -                                                                       | Cap.                                                                    |
| 15-11-2020                                                              | Città del Guatemala                                                     | Guatemala                                                               | 2 – 1                                                                   | Honduras                                                                | Amichevole                                                              | -                                                                       | Cap.                                                                    |
| 24-3-2021                                                               | Barysaŭ                                                                 | Bielorussia                                                             | 1 – 1                                                                   | Honduras                                                                | Amichevole                                                              | -                                                                       | Cap.                                                                    |
| 28-3-2021                                                               | Salonicco                                                               | Grecia                                                                  | 2 – 1                                                                   | Honduras                                                                | Amichevole                                                              | -                                                                       | Cap. 90+1’                                                              |
| 4-6-2021                                                                | Denver                                                                  | Honduras                                                                | 0 – 1                                                                   | Stati Uniti                                                             | CONCACAF Nations League 2019-2020 - Semifinale                          | -                                                                       | Cap.                                                                    |
| 6-6-2021                                                                | Denver                                                                  | Honduras                                                                | 2 – 2 dts (7 – 6 dtr)                                                   | Costa Rica                                                              | CONCACAF Nations League 2019-2020 - Finale 3º posto                     | -                                                                       | Cap.                                                                    |
| 12-6-2021                                                               | Atlanta                                                                 | Messico                                                                 | 0 – 0                                                                   | Honduras                                                                | Amichevole                                                              | -                                                                       | Cap.                                                                    |
| 13-7-2021                                                               | Houston                                                                 | Honduras                                                                | 4 – 0                                                                   | Grenada                                                                 | Gold Cup 2021 - 1º turno                                                | -                                                                       | Cap.                                                                    |
| 17-7-2021                                                               | Houston                                                                 | Panama                                                                  | 2 – 3                                                                   | Honduras                                                                | Gold Cup 2021 - 1º turno                                                | -                                                                       | Cap. 17’                                                                |
| 21-7-2021                                                               | Houston                                                                 | Honduras                                                                | 0 – 2                                                                   | Qatar                                                                   | Gold Cup 2021 - 1º turno                                                | -                                                                       | Cap. 45+1’                                                              |
| 24-7-2021                                                               | Glendale                                                                | Messico                                                                 | 3 – 0                                                                   | Honduras                                                                | Gold Cup 2021 - Quarti di finale                                        | -                                                                       | Cap.                                                                    |
| 2-9-2021                                                                | Toronto                                                                 | Canada                                                                  | 1 – 1                                                                   | Honduras                                                                | Qual. Mondiali 2022                                                     | -                                                                       | Cap.                                                                    |
| 8-9-2021                                                                | San Pedro Sula                                                          | Honduras                                                                | 1 – 4                                                                   | Stati Uniti                                                             | Qual. Mondiali 2022                                                     | -                                                                       | Cap.                                                                    |
| 7-10-2021                                                               | San Pedro Sula                                                          | Honduras                                                                | 1 – 1                                                                   | Costa Rica                                                              | Qual. Mondiali 2022                                                     | -                                                                       | Cap.                                                                    |
| 10-10-2021                                                              | Città del Messico                                                       | Messico                                                                 | 3 – 0                                                                   | Honduras                                                                | Qual. Mondiali 2022                                                     | -                                                                       | Cap. 50’                                                                |
| 12-11-2021                                                              | San Pedro Sula                                                          | Honduras                                                                | 2 – 3                                                                   | Panama                                                                  | Qual. Mondiali 2022                                                     | -                                                                       | Cap.                                                                    |
| 16-11-2021                                                              | San José                                                                | Costa Rica                                                              | 2 – 1                                                                   | Honduras                                                                | Qual. Mondiali 2022                                                     | -                                                                       | Cap.                                                                    |
| 16-1-2022                                                               | Fort Lauderdale                                                         | Colombia                                                                | 2 – 1                                                                   | Honduras                                                                | Amichevole                                                              | -                                                                       | Cap.                                                                    |
| 27-1-2022                                                               | San Pedro Sula                                                          | Honduras                                                                | 0 – 2                                                                   | Canada                                                                  | Qual. Mondiali 2022                                                     | -                                                                       | Cap.                                                                    |
| 2-2-2022                                                                | Saint Paul                                                              | Stati Uniti                                                             | 3 – 0                                                                   | Honduras                                                                | Qual. Mondiali 2022                                                     | -                                                                       | Cap.                                                                    |
| Totale                                                                  |                                                                         | Presenze (1º posto)                                                     | 181                                                                     |                                                                         | Reti                                                                    | 5                                                                       |                                                                         |

## Palmarès

### Club

#### Competizioni nazionali
- Coppa d'Inghilterra: 1

Wigan: 2012-2013
- US Open Cup: 1

FCDallas: 2016
- MLS Supporters' Shield: 1

FC Dallas: 2016